# 舊油麻地郵政局
舊油麻地郵政局（英語：Old Yau Ma Tei Post Office）是香港昔日一間郵政局，也是九龍半島現存歷史最悠久的郵政局建築，位於九龍油麻地上海街與窩打老道交界。
舊油麻地郵政局於1920年代啟用（改建自油麻地抽水站宿舍），為當時九龍最具規模的郵政局。郵政局旁邊的雲南里，便吸引了多間街頭寫信攤檔進駐，全盛時期達37間。
1967年，位於油麻地彌敦道的九龍中央郵政局落成，取代舊油麻地郵政局，舊油麻地郵政局因而停止運作。現時，該建築為油麻地戲院的辦事處。